# Adrian Mutu
Adrian Mutu (Călinești, Distrito de Argeș, 8 de enero de 1979) es un exfutbolista y entrenador rumano que jugaba de delantero. En la actualidad dirige al F. C. Petrolul Ploiești de la Liga I de Rumania.
Su último equipo fue el ASA Targu Mures de Rumania. A lo largo de su carrera militó en grandes clubes como el Chelsea y la Fiorentina.

## Trayectoria

### Primeros años en Rumanía
Sus primeros pasos como futbolista los da en el FC Argeș Pitești, en donde jugó veinte partidos y anotó trece goles, Su excelente trabajo en este club hizo que fuera fichado por el Dinamo de Bucarest, en el cual en 33 partidos de liga con el club de la capital de Rumania, anotó 22 goles, y ganó además la liga y la Copa de Rumania. Una de sus curiosidades es que su padrino es el mítico jugador rumano Gheorghe Hagi.

### Paso por Italia
En 1999 fue contratado por el Inter de Milán, pero jugó sólo diez partidos en el cuadro nerazurri. En el año 2000 fue traspasado al Hellas Verona FC, en donde marcó 12 goles en la Liga italiana, una cifra que llevó al Parma FC a desembolsar por él 10 millones de euros para hacerse con sus servicios. Con los parmesanos, haciendo una buena dupla con el brasileño Adriano, anotó 18 goles y dio 14 asistencias, lo que le hizo ser un jugador importante en la temporada 02-03 en Italia y le valió clasificarse para la Copa de la UEFA.

### Chelsea FC y suspensión
En agosto de la temporada de 2002-03, Mutu fue transferido del Parma FC al Chelsea FC, por un valor de 22,5 millones de euros, siendo uno de los primeros fichajes realizados por Roman Abramovich. Comenzó con 4 goles en tres partidos con el Chelsea, incluyendo un doblete en la victoria 4-2 al Tottenham Hotspur, con cinco goles en seis partidos Mutu se proyectaba como uno de los mejores jugadores de esa temporada, pero su rendimiento fue declinando y su relación con el entrenador de entonces, Claudio Ranieri, se deterioraba. Ranieri le reprochaba su vida desordenada, su gusto por el alterne hasta altas horas de la madrugada en los clubes londinenses. En la temporada 2004-05, Mutu empezó a tener problemas con el entonces nuevo técnico del Chelsea José Mourinho. Uno de los primeros enfrentamientos entre los dos se dio cuando Mutu decidió jugar con Rumanía contra la República Checa por las eliminatorias para el mundial de Alemania en 2006 pese a estar ligeramente lesionado. Mourinho le sancionó con dos semanas de sueldo. Pero el peor episodio entre ambos se dio en septiembre de ese mismo año, cuando Mutu jugó un muy mal partido ante el Aston Villa y a los pocos días no se presentó a un entrenamiento. "¿Se ha lesionado en casa o en el banquillo?", preguntó Mourinho. Entonces, decidió someter a un control antidopaje a Mutu y a otros dos jugadores que también se habían saltado la sesión. Para septiembre de ese mismo año, Mutu dio positivo en una prueba de antidopaje (ordenado por el propio Mourinho) por consumo de cocaína y fue despedido del club londinense el 29 de octubre de 2004. Por consejo de sus abogados y para reducir el castigo, Mutu aceptó el consumo de cocaína, por lo cual no se tuvo que hacer una prueba de contra-análisis, recibió una suspensión de 7 meses que le prohibía jugar al fútbol y una multa por valor de 20 000 £ de la Asociación del Fútbol Inglés. Dicha suspensión finalizó el 18 de mayo de 2005.
El Chelsea comenzó a reclamar indemnización a Mutu a principios de 2005. El Comité de Apelaciones de la Asociación de la Liga Premier de Fútbol decidió que el jugador había cometido una violación de su contrato, argumento que uso el Chelsea para reclamar la indemnización. Mutu comenzó su primera apelación al Tribunal de Arbitraje Deportivo (TAD) pero el caso fue desestimado. El 11 de mayo de 2006, el Chelsea solicitó a la Cámara de Resolución de Disputas de la FIFA (CRD) una demanda de compensación contra Mutu. En particular, el club solicitó que la CRD concediera una indemnización al club después de que el jugador incumpliera su contrato sin causa alguna. Sin embargo, el 26 de octubre, la CRD decidió que no tenía jurisdicción para tomar una decisión en la disputa y que la reclamación del club no era admisible. El 22 de diciembre, el Chelsea presentó un nuevo recurso ante el TAD que buscaba la anulación de la decisión de la CRD. El 21 de mayo de 2007, un panel del TAD confirmó la apelación del club, dejando claro que la CRD si tenía la jurisdicción en el caso, "que tiene competencia para determinar e imponer la correspondiente sanción deportiva o pedido de indemnización, si alguna, que surja de la diferencia entre el Club y el jugador"
El 6 de agosto de 2007, sobre la base del segundo decreto del TAD, Chelsea planteo ante la CRD volver a modificar la solicitud de compensación, buscando daños y perjuicios que se determinarían sobre la base de varios factores, "incluyendo los costos de desperdiciados de adquisición del jugador por 13 814 000, £ el costo por remplazarlo 22 661 641, £ y otros beneficios recibidos por el jugador del Club 3,128,566.03, £ así como de su nuevo club Juventus (desconocido), la legal sustancial que cuesta el Club ha tenido que incurrir 391,049.03 £ y los no cuantificables pero innegable costo en términos de reproducción y en términos de valores de la marca comercial del Club ", pero "por lo menos equivalente al costo de reemplazo de 22 661 641 £". El 14 de septiembre, Mutu presentó al CRD un informe solicitando el rechazo de la súplica de Chelsea, y pidiendo la FIFA abrir una investigación contra el club por haber usado agentes no autorizados. Pero Mutu no pudo evitar el fallo y se encontró que su reclamación del uso de agentes no autorizados no era apoyada, por falta de pruebas.
El 7 de mayo de 2008, la Cámara de Resolución de Disputas de la FIFA ordenó Mutu a pagar 17 173 990 € en concepto de indemnización a su antiguo club, el Chelsea FC, por el incumplimiento de su contrato. Esta cifra incluyó 16 500 000 € por la transferencia al Parma, 307 340 € por la sesión de los honorarios (recibidos por Mutu), y de 366 650 € por la tarifa del agente, pero que no se tengan en cuenta la determinación de los daños y perjuicios causados por las cantidades ya abonadas por el club al jugador (por los servicios prestados) y el resto del valor del contrato de trabajo (por valor de 10 858 500 €). Mutu tuvo que pagar en un plazo de 30 días después de haber sido informado de la decisión en agosto de 2008. Mutu interpuso un recurso de apelación ante el Tribunal de Arbitraje del Deporte (TAD) por segunda vez, pero el 31 de julio de 2009, se desestimó su recurso de apelación, y Mutu fue condenado a pagar el Chelsea más la cantidad de interés del 5 % anual, a partir del 12 de septiembre de 2008 hasta la fecha de entrada en vigor del pago. Además, Mutu tuvo que pagar los gastos de arbitraje para ambas partes, incluyendo 50 000 francos suizos al Chelsea. La multa fue la más alta jamás impuesta por la FIFA.
Mutu comenzó su tercera petición, esta vez a la Corte Suprema Federal de Suiza, en octubre de 2009, pero el 14 de junio de 2010 esta petición también fue rechazada con Mutu otra vez siendo ordenado pagar a Chelsea 17 millones de euros en concepto de daños. Mutu entonces presentó una petición al Tribunal Europeo de Derechos humanos. En 2013, la CRD FIFA decidió en un nuevo fallo que el Livorno y la Juventus también eran conjuntamente obligados de pagar la compensación; ambos clubes inmediatamente apelaron al Tribunal del Arbitraje para el Deporte. El 21 de enero de 2015 el Tribunal del Arbitraje para el Deporte anuló el fallo de la CRD y Mutu permaneció como el único responsable para pagar la compensación.

### Juventus FC
Después de este incidente, el delantero rumano fue el nuevo refuerzo de Juventus FC, de Italia, en enero de 2005. En el último partido de la temporada jugó unos minutos como sustituto después de haber cumplido su sanción. Con el club piamontés, anotó 7 goles en 30 partidos en la temporada 2005-2006. En julio de 2006 tras todos los problemas de la Juventus, fue traspasado a la Fiorentina.
Mutu firmó un contrato de cinco años con el club italiano el 12 de enero de 2005, a pesar de que aún estaba inhabilitado para jugar al fútbol hasta el 18 de mayo. Que la Juventus no tenía un cupo disponible para comprar otro jugador extranjero; en el movimiento también participó el club Livorno, que firmó al jugador y al mismo tiempo se lo vendió a la Juventus. Hzo su primera aparición el 29 de mayo de 2005, como sustituto en el minuto 57 del último partido de la temporada 2005-06 que terminó en una victoria 4-2 frente al Cagliari. Durante el período 2005-06, marcó siete goles en sus 20 partidos de liga y 12 ocasiones como suplente de la Juventus. En la Liga de Campeones de la UEFA hizo tres partidos como titular y cinco como suplente y marco en un partido frente al Rapid de Viena.

### AC Fiorentina

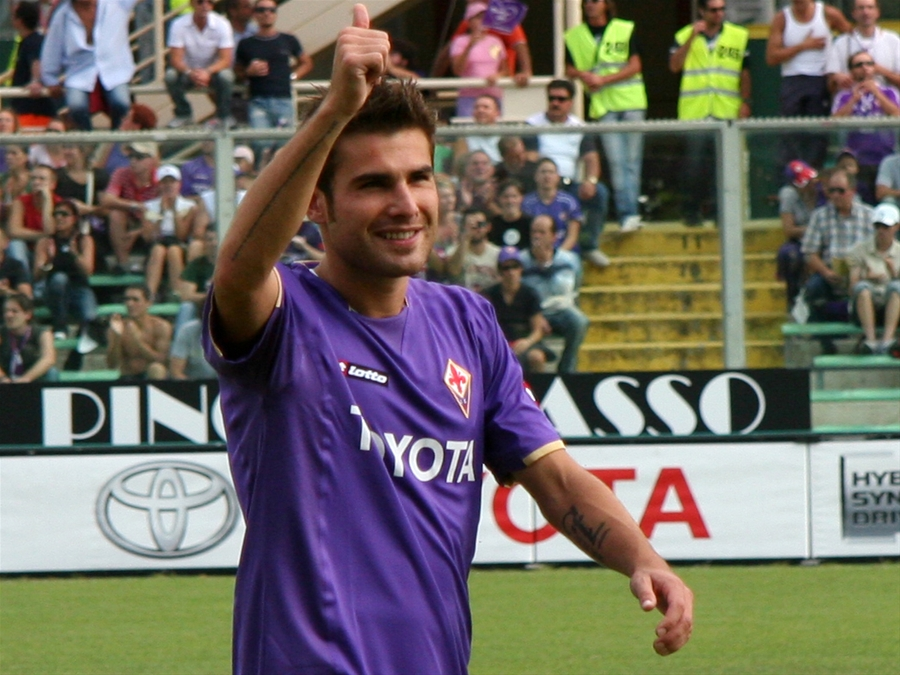
Mutu con la Fiorentina

El 8 de julio de 2006, Fiorentina anunció que habían firmado a Adrian Mutu por 8 millones € por parte de la Juventus relegado a la seerie B por un escándalo de arreglo de partidos, ambos clubes estuvieron implicados en el escándalo del fútbol italiano de 2006. Esto reunió Mutu con su exentrenador en Parma, Cesare Prandelli. Mutu formó una pareja en la delantera con Luca Toni y entre ellos marcaron un total de 32 goles en la temporada 2006–07. En el cuadro de Florencia recuperó su mejor forma, anotando 16 goles y dando 10 pases de gol (máximo asistente del campeonato). Se convirtió en un jugador querido por los aficionados viola, a quienes les ayudó a superar el traspaso del delantero Luca Toni al Bayern Múnich.
Fue nombrado como el mejor jugador de la temporada por “Il Calcio”, debido a sus 16 goles y ocho asistencias en 33 partidos. En el julio de 2008, la A.S. Roma hizo una oferta por 18 € millones aumentando a 20 millones para hacerse con los servicios del delantero Rumano, pero Mutu rechazo la oferta aludiendo que quería quedarse en Florencia, para seguir jugando con la Fiore y firmó un nuevo contrato que lo vinculaba con el club hasta el 2012.
El 30 de noviembre de 2008, en su partido 200 en Serie A, Mutu fue elegido como capitán de Fiorentina en el juego contra la Roma. El 2 de febrero de 2009, marcó su gol número 100 y 101 en Serie A contra Bolonia. El 15 de febrero de 2009, Mutu marcó su primer triplete en su carrera con Fiorentina. Después de ir perdiendo 3–0 con Génova, Mutu convirtió de penal, de tiro libre, y marcó otra vez en el segundo minuto del tiempo añadido, trayendo el resultado final de 3–3. A pesar de una lesión en el codo, Mutu logró terminar la temporada 2008–2009 con 14 goles, junto con Gilardino eran una de las diez primeras delanteras en conseguir anotar más de 20 goles en serie A, en la historia del equipo Viola con 33 goles entre ellos.
El 29 de enero de 2010, se relató que Mutu falló en una prueba antidopaje después de un partido de Coppa Italia contra la Lazio nueve días antes de dicha prueba, en ese partido marcó dos veces ayudando a la Fiorentina a ganar 3–2. Se solicitó que el Comité Olímpico Nacional Italiano(CONI), diera a Mutu una prohibición de un año para jugar al fútbol por la acusación de dopaje. Finalmente recibió una prohibición de nueve meses el 19 de abril, que fue reducida más tarde a seis meses y terminó el 29 de octubre de ese año.
Después de que la prohibición terminó, Mutu fue despedido por el club debido al incumplimiento de contrato (consumo de sustancias prohibidas), el 7 de enero de 2011 después de tales acontecimientos, Mutu en público pidió perdón al club y se separó de su agente Victor Becali; el 3 de febrero de 2011 Fiorentina anunció que el jugador fue rehabilitado en el primer equipo con efecto inmediato. Tuvo que cumplir una suspensión de 9 meses, que terminó en octubre de 2010. Semanas antes de que se terminara la suspensión, en un bar de Florencia golpeó a un mesero. Regresó en un partido oficial en la Serie A el 31 de octubre de 2010, cuando Fiorentina tuvo que jugar fuera de casa, contra Catania.

### Últimos años en Serie A
En el verano de 2011 fichó por el Cesena italiano; se anunció oficialmente que el Cesena había contratado por un periodo de dos años. El 15 de enero, Mutu marcó dos goles contra Novara y tomó su cuenta a 103 goles en Serie A, convirtiéndose en una importante carta de gol para dicho club. Después de un par de juegos poco convincentes, el 11 de abril, Mutu marcó un gol contra Génova, consiguiendo un empate para Cesena. En el verano 2012. Sin embargo, a pesar de su buena actuación individual anotando 8 goles en la temporada 2011-2012, no logró evitar el descenso del Cesena a la Serie B, pues el club sólo consiguió 4 victorias y 10 empates (22 puntos) en dicha temporada ubicándose en la vigésima posición. En el verano de 2012, se anunció que ambas partes terminaron el contrato por consentimiento mutuo
El 22 de agosto de 2012 ficha por el Athletic Club Ajaccien tras rescindir su contrato en Italia.

## Selección nacional
Fue internacional con su selección en todas las categorías, y debutó en la selección absoluta en marzo del año 2000, en la derrota por 2-0 ante Grecia. En sus primeros 30 partidos internacionales marcó siete goles y junto a Cristian Chivu fue el líder de la nueva generación de talentos rumanos. Después de pasar siete meses tras ser sancionado por dopaje en 2004, volvió a la selección en un amistoso ante Moldavia en mayo de 2005.
Mutu tiene también el honor de haber anotado el gol número 1000 en la historia de la selección rumana. Lo hizo ante Andorra en agosto de 2005. También hizo el gol número 999, 1001 y 1002 (partidos ante Andorra y República Checa).
Ha disputado dos fases finales de una Eurocopa: la del 2000 y del 2008. En la primera no marcó goles, pero en la segunda, ha hecho un gol ante Italia. Precisamente, ante los azzurros vivió una de sus amargas experiencias en la tricolorii. Realizó un lanzamiento penal que bien pudo dejar fuera del torneo a Italia, en la fase de grupos. Pero su tiro fue atajado por Gianluigi Buffon, y la escuadra rumana cayó eliminada en la fase grupal.

### Participaciones en Eurocopas
| Copa          | Sede                   | Resultado        | Partidos | Goles |
| ------------- | ---------------------- | ---------------- | -------- | ----- |
| Eurocopa 2000 | Bélgica · Países Bajos | Cuartos de final | 3        | 0     |
| Eurocopa 2008 | Austria · Suiza        | Primera fase     | 3        | 1     |

## Estadísticas

### Clubes

#### Como jugador
| Club | Div.          | Temporada     | Liga  | Liga  | Copas nacionales(1) | Copas nacionales(1) | Copa de la Liga(2) | Copa de la Liga(2) | Torneos internacionales(3) | Torneos internacionales(3) | Otros(4) | Otros(4) | Total | Total |
| Club | Div.          | Temporada     | Part. | Goles | Part.               | Goles               | Part.              | Goles              | Part.                      | Goles                      | Part.    | Goles    | Part. | Goles |
| --- | ------------- | ------------- | ----- | ----- | ------------------- | ------------------- | ------------------ | ------------------ | -------------------------- | -------------------------- | -------- | -------- | ----- | ----- |
| F. C. Argeș Pitești · Rumania | 1.ª           | 1996-97       | 5     | 0     | —                   | —                   | —                  | —                  | —                          | —                          | —        | —        | 5     | 0     |
| F. C. Argeș Pitești · Rumania | 1.ª           | 1997-98       | 21    | 4     | —                   | —                   | —                  | —                  | —                          | —                          | —        | —        | 21    | 4     |
| F. C. Argeș Pitești · Rumania | 1.ª           | 1998-99       | 15    | 7     | —                   | —                   | —                  | —                  | 6                          | 3                          | —        | —        | 21    | 10    |
| F. C. Argeș Pitești · Rumania | Total club    | Total club    | 41    | 11    | —                   | —                   | —                  | —                  | 6                          | 3                          | —        | —        | 47    | 14    |
| F. C. Dinamo de Bucarest · Rumania | 1.ª           | 1998-99       | 17    | 4     | 0                   | 0                   | —                  | —                  | —                          | —                          | —        | —        | 17    | 4     |
| F. C. Dinamo de Bucarest · Rumania | 1.ª           | 1999-00       | 18    | 18    | 3                   | 3                   | —                  | —                  | 4                          | 4                          | —        | —        | 25    | 25    |
| F. C. Dinamo de Bucarest · Rumania | Total club    | Total club    | 35    | 22    | 3                   | 3                   | —                  | —                  | 4                          | 4                          | —        | —        | 42    | 29    |
| Inter de Milán · Italia | 1.ª           | 1999-00       | 10    | 0     | 4                   | 2                   | —                  | —                  | —                          | —                          | —        | —        | 14    | 2     |
| Hellas Verona F. C. · Italia | 1.ª           | 2000-01       | 25    | 5     | 1                   | 1                   | —                  | —                  | —                          | —                          | —        | —        | 26    | 6     |
| Hellas Verona F. C. · Italia | 1.ª           | 2001-02       | 32    | 12    | 2                   | 0                   | —                  | —                  | —                          | —                          | —        | —        | 34    | 12    |
| Hellas Verona F. C. · Italia | Total club    | Total club    | 57    | 17    | 3                   | 1                   | —                  | —                  | —                          | —                          | —        | —        | 60    | 18    |
| Parma F. C. · Italia | 1.ª           | 2002-03       | 31    | 18    | 1                   | 0                   | —                  | —                  | 4                          | 4                          | —        | —        | 36    | 22    |
| Chelsea F. C. Inglaterra | 1.ª           | 2003-04       | 25    | 6     | 3                   | 3                   | 1                  | 0                  | 7                          | 1                          | —        | —        | 36    | 10    |
| Chelsea F. C. Inglaterra | 1.ª           | 2004-05       | 2     | 0     | —                   | —                   | —                  | —                  | —                          | —                          | —        | —        | 2     | 0     |
| Chelsea F. C. Inglaterra | Total club    | Total club    | 27    | 6     | 3                   | 3                   | 1                  | 0                  | 7                          | 1                          | —        | —        | 38    | 10    |
| Juventus F. C. · Italia | 1.ª           | 2004-05       | 1     | 0     | —                   | —                   | —                  | —                  | —                          | —                          | —        | —        | 1     | 0     |
| Juventus F. C. · Italia | 1.ª           | 2005-06       | 32    | 7     | 4                   | 3                   | —                  | —                  | 8                          | 1                          | 1        | 0        | 45    | 11    |
| Juventus F. C. · Italia | Total club    | Total club    | 33    | 7     | 4                   | 3                   | —                  | —                  | 8                          | 1                          | 1        | 0        | 46    | 11    |
| A. C. F. Fiorentina · Italia | 1.ª           | 2006-07       | 33    | 16    | 2                   | 1                   | —                  | —                  | —                          | —                          | —        | —        | 35    | 17    |
| A. C. F. Fiorentina · Italia | 1.ª           | 2007-08       | 29    | 17    | 1                   | 0                   | —                  | —                  | 10                         | 6                          | —        | —        | 40    | 23    |
| A. C. F. Fiorentina · Italia | 1.ª           | 2008-09       | 19    | 13    | 1                   | 0                   | —                  | —                  | 9                          | 2                          | —        | —        | 29    | 15    |
| A. C. F. Fiorentina · Italia | 1.ª           | 2009-10       | 11    | 4     | 2                   | 4                   | —                  | —                  | 6                          | 3                          | —        | —        | 19    | 11    |
| A. C. F. Fiorentina · Italia | 1.ª           | 2010-11       | 20    | 4     | —                   | —                   | —                  | —                  | —                          | —                          | —        | —        | 20    | 4     |
| A. C. F. Fiorentina · Italia | Total club    | Total club    | 112   | 54    | 6                   | 5                   | —                  | —                  | 25                         | 11                         | —        | —        | 143   | 70    |
| A. C. Cesena · Italia | 1.ª           | 2011-12       | 28    | 8     | 1                   | 0                   | —                  | —                  | —                          | —                          | —        | —        | 29    | 8     |
| A. C. Ajaccio Francia | 1.ª           | 2012-13       | 28    | 11    | 0                   | 0                   | 0                  | 0                  | —                          | —                          | —        | —        | 28    | 11    |
| A. C. Ajaccio Francia | 1.ª           | 2013-14       | 9     | 0     | 0                   | 0                   | 0                  | 0                  | —                          | —                          | —        | —        | 9     | 0     |
| A. C. Ajaccio Francia | Total club    | Total club    | 37    | 11    | 0                   | 0                   | 0                  | 0                  | —                          | —                          | —        | —        | 37    | 11    |
| F. C. Petrolul Ploiești · Rumania | 1.ª           | 2013-14       | 8     | 2     | 0                   | 0                   | —                  | —                  | —                          | —                          | —        | —        | 8     | 2     |
| F. C. Petrolul Ploiești · Rumania | 1.ª           | 2014-15       | 6     | 2     | 0                   | 0                   | 1                  | 0                  | 6                          | 2                          | —        | —        | 13    | 4     |
| F. C. Petrolul Ploiești · Rumania | Total club    | Total club    | 14    | 4     | 0                   | 0                   | 1                  | 0                  | 6                          | 2                          | —        | —        | 21    | 6     |
| F. C. Pune City India | 1.ª           | 2015          | 10    | 4     | —                   | —                   | —                  | —                  | —                          | —                          | —        | —        | 10    | 4     |
| A. S. A. 2013 Târgu Mureș · Rumania | 1.ª           | 2015-16       | 4     | 0     | 1                   | 0                   | —                  | —                  | —                          | —                          | —        | —        | 5     | 0     |
| Total carrera | Total carrera | Total carrera | 439   | 160   | 26                  | 17                  | 2                  | 0                  | 60                         | 26                         | 1        | 0        | 528   | 203   |
| (1) Incluye datos de la Copa de Rumania (1999-16), Copa Italia (1999-12) y FA Cup (2003-04). (2) Incluye datos de la Copa de la Liga de Inglaterra (2003-04) y Copa de la Liga de Rumania (2014-15). (3) Incluye datos de la Copa de la UEFA (1998-09), Liga de Campeones (2003-10) y Liga Europa (2014-15). (4) Incluye datos de la Supercopa de Italia (2005). |               |               |       |       |                     |                     |                    |                    |                            |                            |          |          |       |       |

#### Como entrenador
| Club                      | País                   | Año       |
| ------------------------- | ---------------------- | --------- |
| F. C. Voluntari           | Rumania                | 2018      |
| Al-Wahda U21              | Emiratos Árabes Unidos | 2018-2019 |
| Selección nacional sub-21 | Rumania                | 2020-2021 |
| F. C. U Craiova 1948      | Rumania                | 2021      |
| Rapid de Bucarest         | Rumania                | 2022-2023 |
| Neftchi Baku P. F. K.     | Azerbaiyán             | 2023      |
| CFR Cluj                  | Rumania                | 2024      |
| F. C. Petrolul Ploiești   | Rumania                | 2024-act. |

## Palmarés

### Como jugador

#### Campeonatos nacionales
| Título          | Club                     | País       | Año  |
| --------------- | ------------------------ | ---------- | ---- |
| Divizia A       | F. C. Dinamo de Bucarest | Rumania    | 2000 |
| Copa de Rumania | F. C. Dinamo de Bucarest | Rumania    | 2000 |
| Premier League  | Chelsea F. C.            | Inglaterra | 2005 |
| Serie A         | Juventus F. C.           | Italia     | 2005 |
| Serie A         | Juventus F. C.           | Italia     | 2006 |

#### Distinciones individuales
| Distinción                       | Año                    |
| -------------------------------- | ---------------------- |
| Futbolista Rumano del año        | 2003, 2005, 2007, 2008 |
| Guerin d'Oro                     | 2007                   |
| Capocannoniere de la Copa Italia | 2010                   |

### Como entrenador

#### Distinciones individuales
| Distinción                    | Año  |
| ----------------------------- | ---- |
| Entrenador del mes de Rumania | 2022 |